# Edmund Forrest
Pas d'image ? Cliquez ici

a Compétitions nationales et continentales officielles uniquement.

b Matchs officiels uniquement.
Edmund George Forrest, né le 5 octobre 1870 à Dublin et mort le 20 février 1902 à Aden, est un joueur de rugby à XV qui a évolué avec l'équipe d'Irlande pendant près de dix ans entre 1888 et 1897. 

## Biographie
Edmund Forrest évolue avec le club de Wanderers FC. Il dispute son premier test match le 1er décembre 1888 contre les Māori de Nouvelle-Zélande. Son dernier test match a lieu contre l'équipe d'Écosse le 20 février 1897. Edmund Forrest remporte le Tournoi britannique de rugby à XV 1894 en tant que capitaine.

## Palmarès
- Vainqueur du Tournoi britannique en 1894

## Statistiques en équipe nationale
- 13 sélections
- 4 points (1 drop)
- Sélections par années : 1 en 1888, 2 en 1889, 2 en 1890, 1 en 1891, 1 en 1893, 3 en 1894, 1 en 1895, 2 en 1897
- Tournois britanniques disputés : 1889, 1890, 1891, 1893, 1894, 1895, 1897